# Tadeusz Suski (fizyk)
Tadeusz Marian Suski (ur. 19 grudnia 1946 w Świdnicy) – polski fizyk, profesor nauk fizycznych, pracownik Instytutu Wysokich Ciśnień Polskiej Akademii Nauk.

## Życiorys
Jest synem Mariana Suskiego i jego żony Julii Mścichowskiej, młodszym bratem Wojciecha Suskiego.
W 1969 ukończył studia chemiczne w Politechnice Wrocławskiej. Pracę doktorską obronił w Instytucie Niskich Temperatur i Badań Strukturalnych PAN w 1974, stopień doktora habilitowanego uzyskał w 1986 w Instytucie Fizyki Polskiej Akademii Nauk. W 1993 otrzymał tytuł profesora. W l. 1995-96 stypendysta Programu Fulbrighta na University of California, Berkeley (USA).
Pracuje w Instytucie Wysokich Ciśnień Polskiej Akademii Nauk, w 2015 został tam zastępcą dyrektora ds. naukowych.
Zajmuje się fizyką półprzewodników.